# Diócesis de San Juan Bautista de las Misiones
La diócesis de San Juan Bautista de las Misiones (en latín: Dioecesis Sancti Ioannis Baptistae a Missionibus) es una circunscripción eclesiástica de la Iglesia católica en Paraguay. Se trata de una diócesis latina, sufragánea de la arquidiócesis de Asunción. 
Se encuentra en sede vacante. El Monseñor Pedro Collar Noguera fue nombrado Obispo de Ciudad del Este y tomo posesión de su nueva sede episcopal el 3 de febrero de 2024.

## Territorio y organización
La diócesis tiene 21 703 km² y extiende su jurisdicción sobre los fieles católicos de rito latino residentes en los departamentos de Misiones y Ñeembucú.
La sede de la diócesis se encuentra en la ciudad de San Juan Bautista, en donde se halla la Catedral de San Juan Bautista. En Pilar se encuentra la basílica menor de Nuestra Señora del Pilar.
En 2020 en la diócesis existían 31 parroquias.

## Historia
La diócesis fue erigida el 19 de enero de 1957 con la bula Qui mandatum accepimus del papa Pío XII, obteniendo el territorio de la arquidiócesis de Asunción y de la diócesis de Villarrica (hoy diócesis de Villarrica del Espíritu Santo).

## Estadísticas
Según el Anuario Pontificio 2021 la diócesis tenía a fines de 2020 un total de 216 300 fieles bautizados.
| Año                                                                             | Población            | Población | Población      | Sacerdotes | Sacerdotes    | Sacerdotes    | Bautizados por sacerdote | Diáconos permanentes | Religiosos | Religiosos | Parroquias |
| Año                                                                             | Bautizados católicos | Total     | % de católicos | Total      | Clero secular | Clero regular | Bautizados por sacerdote | Diáconos permanentes | Varones    | Mujeres    | Parroquias |
| ------------------------------------------------------------------------------- | -------------------- | --------- | -------------- | ---------- | ------------- | ------------- | ------------------------ | -------------------- | ---------- | ---------- | ---------- |
| 1965                                                                            | 117 852              | 118 075   | 99.8           | 24         | 10            | 14            | 4910                     |                      | 18         | 15         | 26         |
| 1970                                                                            | 121 015              | 121 357   | 99.7           | 29         | 11            | 18            | 4172                     | 11                   | 24         | 13         | 26         |
| 1976                                                                            | 147 819              | 152 389   | 97.0           | 27         | 12            | 15            | 5474                     |                      | 20         | 16         | 27         |
| 1980                                                                            | 151 900              | 157 400   | 96.5           | 29         | 12            | 17            | 5237                     |                      | 24         | 25         | 28         |
| 1990                                                                            | 196 000              | 200 700   | 97.7           | 24         | 10            | 14            | 8166                     |                      | 19         | 52         | 29         |
| 1999                                                                            | 177 000              | 180 000   | 98.3           | 29         | 10            | 19            | 6103                     |                      | 21         | 57         | 30         |
| 2000                                                                            | 186 090              | 189 300   | 98.3           | 30         | 12            | 18            | 6203                     |                      | 23         | 45         | 29         |
| 2001                                                                            | 192 000              | 197 500   | 97.2           | 33         | 14            | 19            | 5818                     |                      | 25         | 51         | 29         |
| 2002                                                                            | 195 300              | 200 300   | 97.5           | 33         | 15            | 18            | 5918                     |                      | 23         | 62         | 29         |
| 2003                                                                            | 197 000              | 200 300   | 98.4           | 31         | 15            | 16            | 6354                     |                      | 22         | 60         | 29         |
| 2004                                                                            | 198 000              | 201 000   | 98.5           | 28         | 15            | 13            | 7071                     |                      | 18         | 54         | 29         |
| 2010                                                                            | 214 000              | 218 000   | 98.2           | 26         | 16            | 10            | 8230                     | 2                    | 12         | 60         | 30         |
| 2014                                                                            | 227 000              | 231 000   | 98.3           | 35         | 19            | 16            | 6485                     | 2                    | 18         | 45         | 30         |
| 2017                                                                            | 238 540              | 242 400   | 98.4           | 34         | 18            | 16            | 7015                     | 2                    | 19         | 42         | 30         |
| 2020                                                                            | 216 300              | 216 311   | 100.0          | 33         | 17            | 16            | 6554                     | 2                    | 18         | 41         | 31         |
| Fuente: Catholic-Hierarchy, que a su vez toma los datos del Anuario Pontificio. |                      |           |                |            |               |               |                          |                      |            |            |            |

## Episcopologio
- Ramón Pastor Bogarín Argaña † (19 de enero de 1957-3 de septiembre de 1976 falleció)
- Carlos Milcíades Villalba Aquino † (25 de julio de 1978-22 de julio de 1999 retirado)
- Mario Melanio Medina Salinas (22 de julio de 1999 -16 de febrero de 2017 retirado)
- Pedro Collar Noguera, desde el 16 de febrero de 2017 - 3 de febrero de 2024
- Sede vacante, 2024-2025
- Osmar López Benítez, desde el 14 de junio de 2025